# しょうどしま丸
しょうどしま丸 (Shodoshima Maru) は、四国フェリーグループの小豆島フェリーが運航しているカーフェリー。四国フェリーには過去同じ船名を名乗る船が複数存在するが、本項目では2017年に就航した船を取り扱う。

## 概要
「しょうどしま丸」の名を冠するカーフェリーとしては5代目にあたり、第一しょうどしま丸（3代、987総トン、2000年竣工）の代船として藤原造船所（今治市大三島）で建造された。2017年3月10日、高松～土庄（小豆島）航路に就航した。本船の就航により、第一しょうどしま丸は減便された宇高航路へ転配となり、第八十五玉高丸、第八十七玉高丸を置き換えた。
2012年竣工の第三おりいぶ丸（2代、1,275総トン）、2014年竣工の第五おりいぶ丸（1,326総トン）とほぼ同型で、3番船にあたる。

### 就航航路
小豆島フェリー
- 高松港 - 土庄港（小豆島）

本船および第三しょうどしま丸（2024年竣工）・第一しょうどしま丸（4代、2020年竣工）の3隻で1日15往復を運航する。
そのうち1往復は、草壁航路から引き継いだ危険物搭載車輛航送指定便がある。
- 新岡山港 - 土庄港（小豆島）

国際両備フェリーのフェリーと第二しょうどしま丸（2003年竣工）で1日8往復（季節便有り）を運航する。
第七・第二しょうどしま丸は、姫路-福田航路や、高松-土庄航路の代船運航も行う。

## かつて就航していた船舶

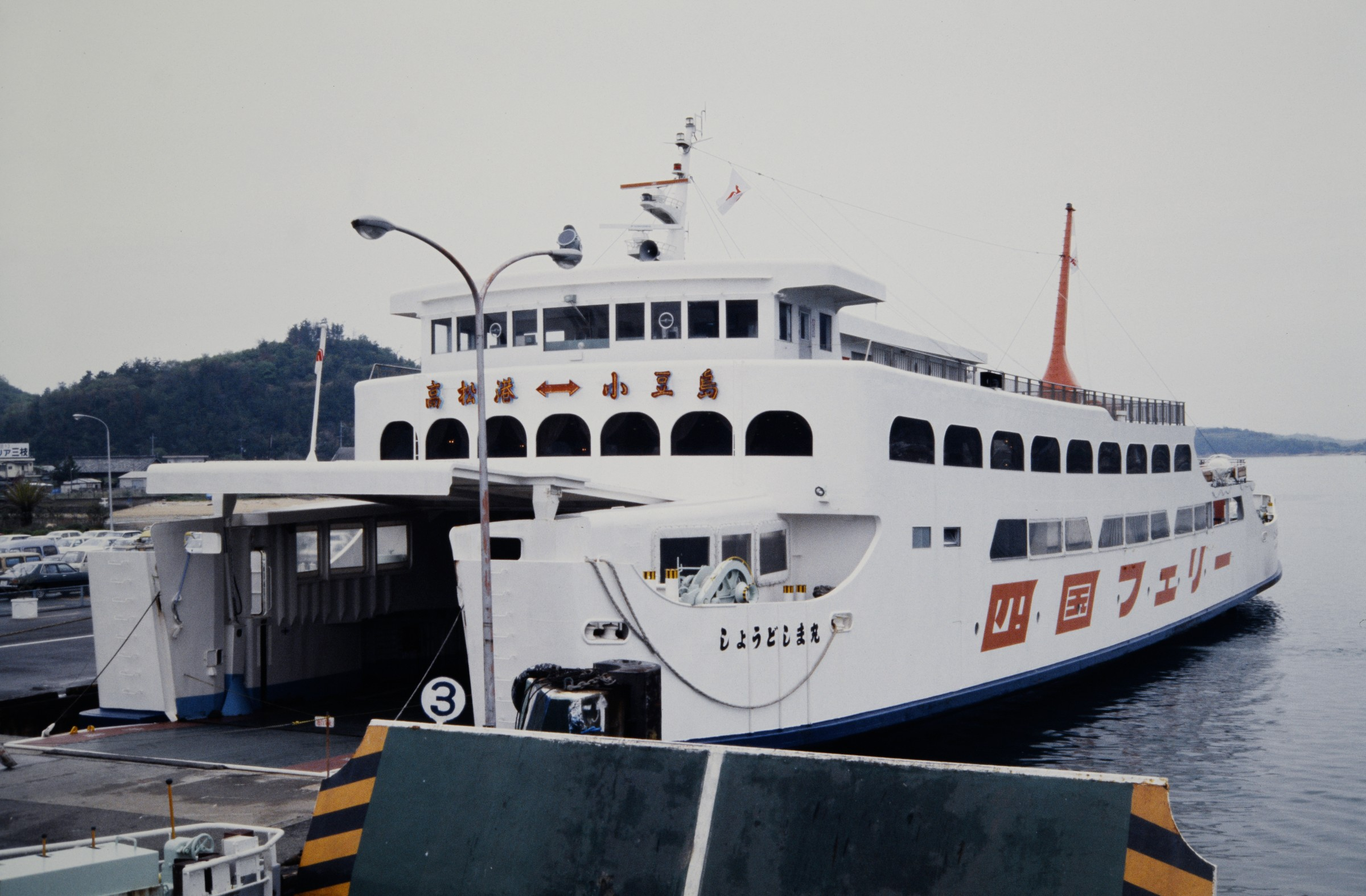
しょうどしま丸(3代) (土庄港)

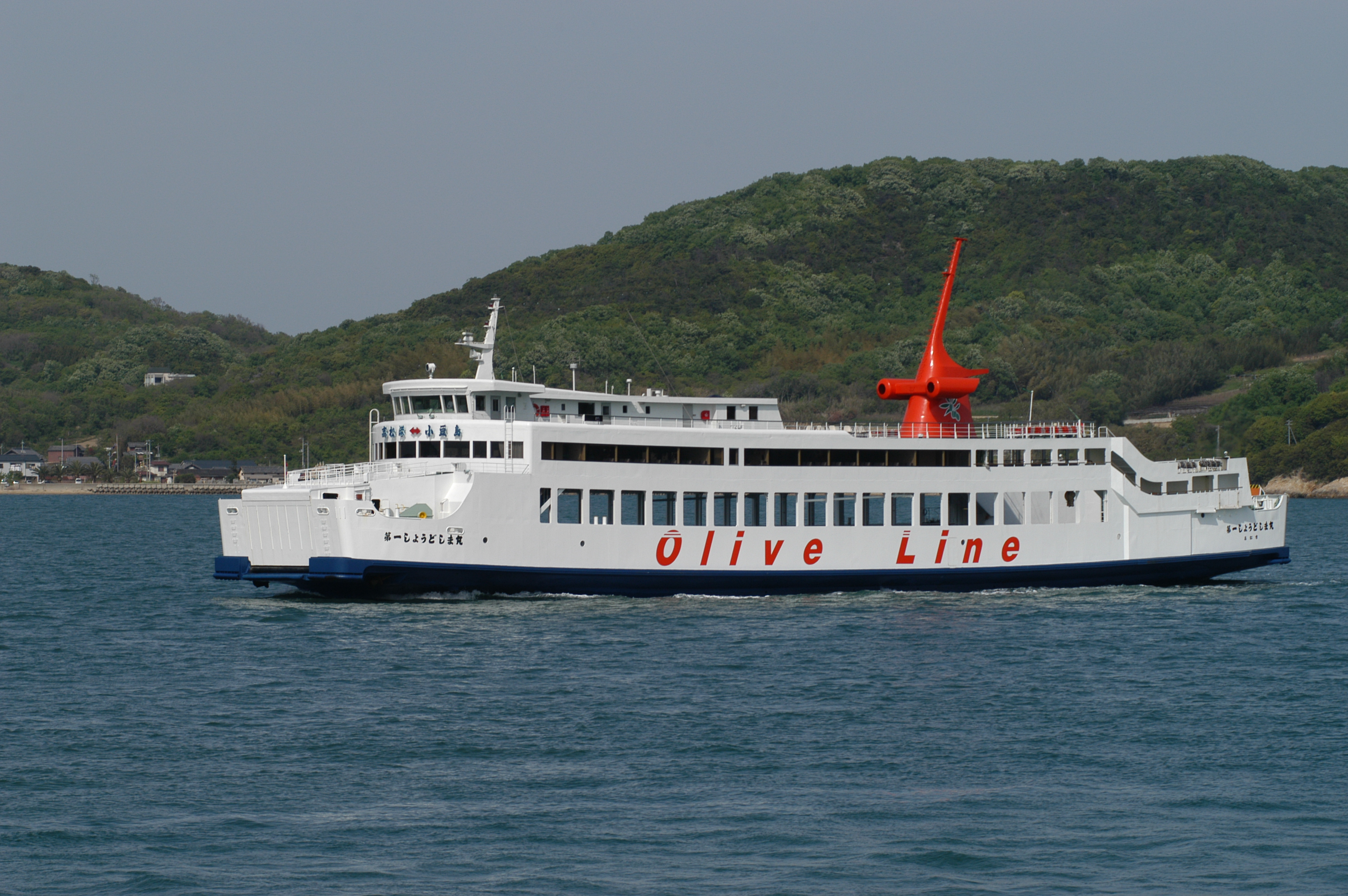
第一しょうどしま丸（3代）- 土庄沖

- 第十一しょうどしま丸[2]

1965年11月竣工・就航、讃岐造船鉄工所建造、1969年改造、1974年売船。
218.07→228.98総トン、全長42m、幅8.54m、ディーゼル1基、機関出力650ps、航海速力10ノット、旅客定員12名、トラック22台。
- しょうどしま丸（初代）→第一しょうどしま丸（初代）[3]

1972年7月竣工・就航、讃岐造船鉄工所建造、1976年改名、1984年中国に売船。
499.57総トン、全長50.80m、型幅12.80m、型深さ3.40m、ディーゼル2基、機関出力2,000ps、航海速力13.5ノット、旅客定員480名、乗用車50台。
- しょうどしま丸（2代）→第一しょうどしま丸（2代）[3]

1976年7月竣工、讃岐造船鉄工所建造、1984年改名、1990年フィリピンに売船。
698.43総トン、全長53.26m、型幅11.00m、型深さ3.80m、ディーゼル2基、機関出力3,000ps、航海速力13.50ノット、旅客定員488名、乗用車60台。
- しょうどしま丸（3代）[4]

1984年9月竣工、讃岐造船鉄工所建造、1994年パナマに売船
1,363総トン、全長65.14m、型幅14.00m、型深さ3.50m、ディーゼル2基、機関出力3,000ps、航海速力13.96ノット、旅客定員488名、8tトラック19台。
- 第七十一玉高丸→第八しょうどしま丸[2]

1977年11月竣工、讃岐造船鉄工所建造、1983年改名、1988年売船。
627.95総トン、全長59.90m、型幅14.00m、型深さ3.50m、ディーゼル2基、機関出力2,000ps、航海速力12.0ノット、旅客定員480名、トラック22台。
- 第七十五玉高丸→第八しょうどしま丸[2]

1979年12月竣工・就航。四国ドック建造、1989年改名、1990年中国に売船。
638.59総トン、全長60.10m、型幅14.00m、型深さ3.50m、ディーゼル2基、機関出力2,000ps、航海速力12.0ノット、旅客定員480名、トラック22台。
- 第七十七玉高丸→第八しょうどしま丸（初代）[5]

1980年9月竣工、讃岐造船鉄工所建造、1990年改名、1993年中国に売船。
644.26総トン、全長60.10m、型幅14.00m、型深さ3.49m、ディーゼル2基、機関出力2,000ps、航海速力12.5ノット、旅客定員480名、トラック22台。
- 第七十八玉高丸→第八しょうどしま丸（2代）[6]

1982年11月竣工、讃岐造船鉄工所建造、1992年改名、1998年パナマに売船。
680.27総トン、全長60.10m、型幅14.00m、型深さ3.50m、ディーゼル2基、機関出力2,000ps、航海速力12.9ノット、旅客定員480名、8tトラック15台。
- しょうどしま丸（4代）→第五しょうどしま丸（初代）[6]

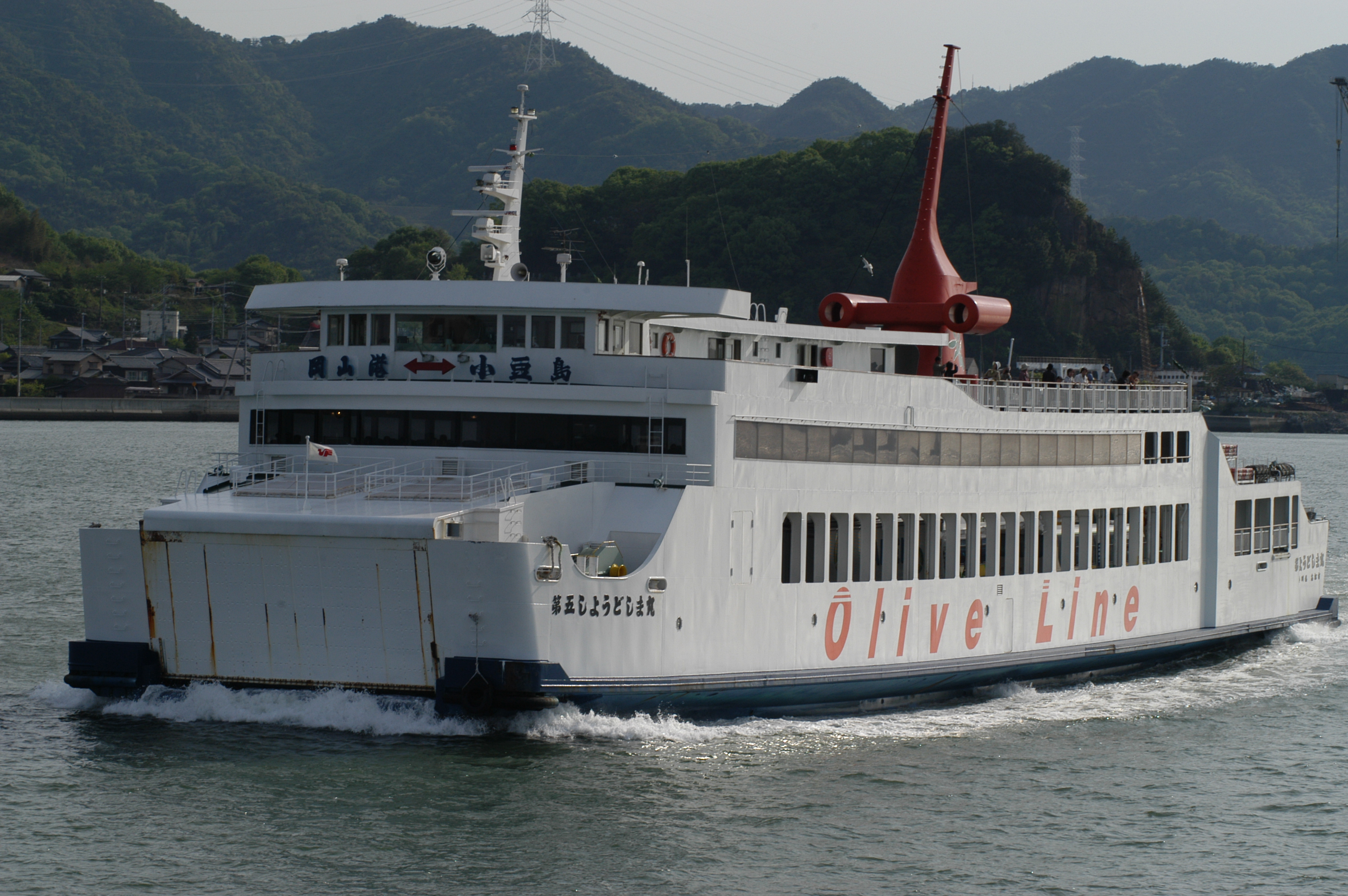
第五しょうどしま丸（初代）- 岡山沖

1994年1月竣工、讃岐造船鉄工所建造、2000年改名。
995総トン、全長65.68m、型幅14.00m、型深さ3.89m、ディーゼル2基、機関出力3,000ps、航海速力13.5ノット、旅客定員490名、8tトラック20台。
- 第八十一玉高丸（初代）→第八しょうどしま丸（3代）→第八十玉高丸→第五しょうどしま丸（2代）

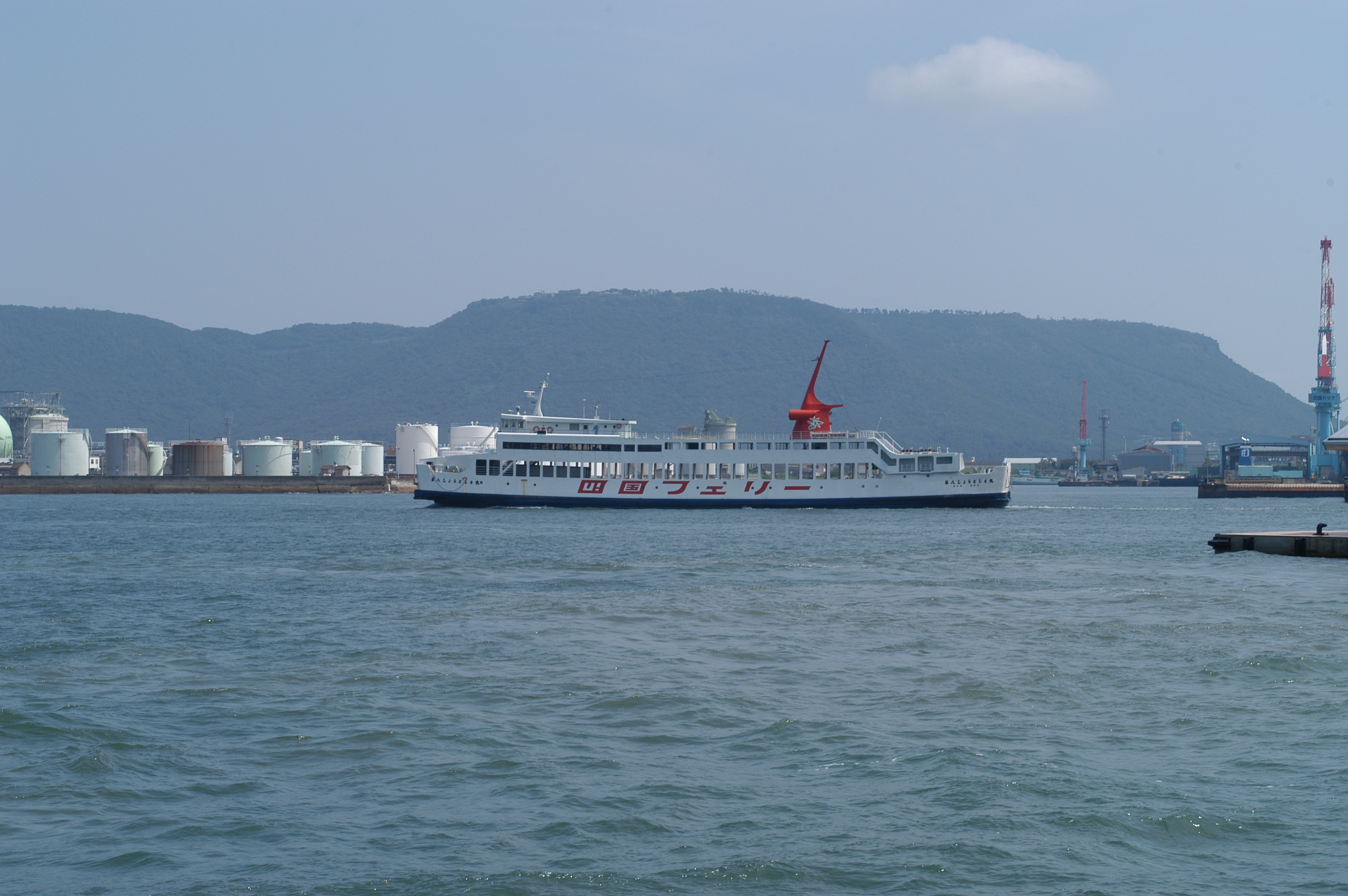
第八しょうどしま丸（3代）- 高松港

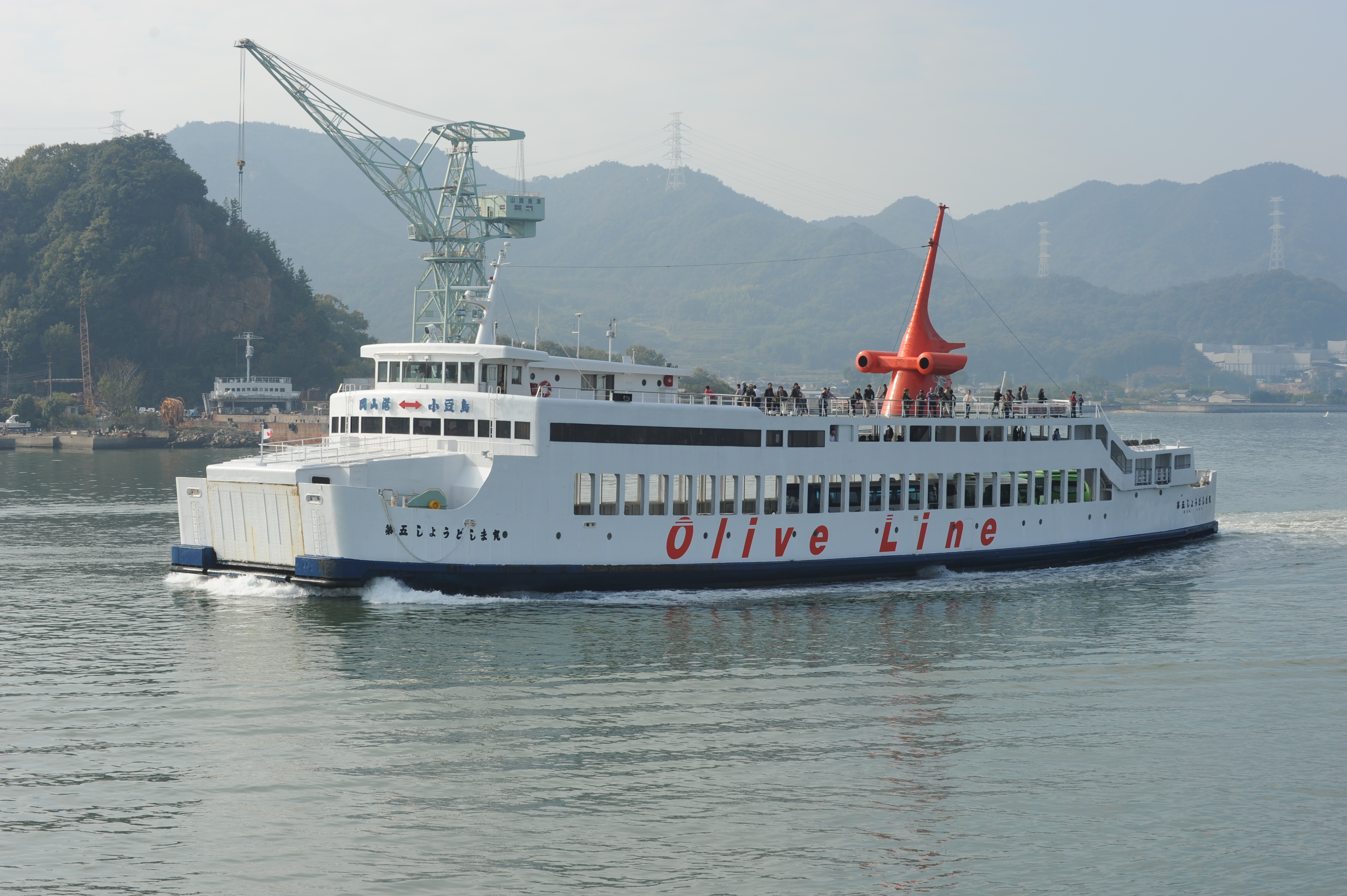
第五しょうどしま丸（2代）- 岡山沖

1988年11月竣工、同年12月就航、讃岐造船鉄工所建造。
698→828→833総トン、全長73.0m、幅14.3m、出力2,600馬力、航海速力13.7ノット（最大14.7ノット）、旅客定員480名。車両積載数：トラック（8t換算）19台。
1997年「第八しょうどしま丸」(3代）に改名し岡山・小豆島（新岡山港 - 土庄港）航路に転配。2004年には「第八十玉高丸」に改名、宇高航路に復帰、共同運航相手の津国汽船（本四フェリー）が運航を担当した。2009年4月1日をもって宇高航路から退役、岡山・小豆島航路再転用に先立ち「第五しょうどしま丸」（2代）に改名。2012年3月20日にインドネシアに売船。「MASAGENA（マサゲナ）」に改名され尾道港から同国へ回航中の同3月26日、鹿児島県屋久島沖で機関室に浸水し電源喪失により自力航行不能に。インドネシア人乗組員12名は第十管区海上保安本部に救助された。
- 第一しょうどしま丸（3代）

2000年9月25日竣工、同日就航、999総トン、旅客定員490名。
全長68.26m、幅14.3m、深さ3.69m、主機：ニイガタ 6M30BFT×2 2646kW、航海速力13.5ノット、最高速力15.6ノット。
車両積載数：トラック（8t換算）20台。讃岐造船鉄工所建造。
2017年3月10日の新造船しょうどしま丸就航により、高松⇔小豆島（土庄）航路での運航を終了。
2017年3月13日の第八十五玉高丸の引退により、高松⇔宇野航路に就航。
宇野航路に転じたのちも側面に「Olive Line」「オリーブしまちゃん」が残され土庄航路時代そのままの外観であったが、2017年11月に改装、玉高丸を彷彿させる「四国フェリー」のロゴと「うどん県マーク」が描かれた。ただし赤いダミーファンネルの側面は玉高丸にあった四国フェリーのSFマークではなく依然としてオリーブのイラストのまま、2019年12月16日の宇高航路休止に伴い引退。現在はタイに売船され「SEATRAN FERRY 14」となっている。

## 設計
船内はバリアフリー化されており、車椅子対応のエレベーター、多機能トイレなどを備える。また、女性用トイレには新たにパウダールームが設置された。
また、設計は高島屋スペースクリエイツが担当している。

## 船内

### 船室
- ソファー席
- ボックス席
- リクライニング席 - 女性専用席あり
- バリアフリー椅子席
- カーペット席
- 売店